# Бованенково (аэропорт)
Бованенково (ICAO: USDB) — аэропорт на полуострове Ямал у вахтового посёлка Бованенково Ямало-Ненецкого автономного округа России. Аэропорт имеет одну взлётно-посадочную полосу и вертодром. Собственником и эксплуатантом является ООО «Газпром авиа». Аэропорт имеет стратегическое значение для освоения Бованенковского месторождения.
Аэропорт расположен в северо-западной части полуострова Ямал, в 40 км от побережья Карского моря, в 399 км северо-западнее посёлка Яр-Сале, который административно входит в состав Ямало-Ненецкого автономного округа.

## История
Бованенковское месторождение было официально введено в эксплуатацию 23 октября 2012 года.
В 2012 году аэродром был внесён в Государственный реестр гражданских аэродромов Российской Федерации.
16 октября 2012 года в аэропорту приземлился первый пассажирский самолёт Ту-154М авиакомпании «Газпром авиа», совершивший рейс по маршруту Внуково — Рощино — Бованенково.

## Описание
Аэродром имеет одну взлётно-посадочную полосу с искусственным покрытием.
В настоящее время на перроне имеется 13 мест для стоянки воздушных судов.
Авиатопливо поступает железнодорожным транспортом до станции Карская и оттуда по трубопроводу перекачивается на склад ГСМ аэропорта, объём которого составляет 8480 м³.
В аэропорту Бованенково предоставляется полный спектр услуг по обеспечению аэропортового и наземного обслуживания. Пассажирское здание обладает пропускной способностью 150 чел/час.

## Показатели деятельности
| год             | 2015  | 2016  | 2017  |
| тыс. пассажиров | 62,35 | 100,2 | 128,8 |
| Источники:      |       |       |       |